# James Burke
James Burke, conhecido como Jimmy the Gent ou O Grande Irlandês (5 de julho de 1931 – 13 de abril de 1996), foi um gângster americano que servia a família criminosa Lucchese.
Membro de uma pequena quadrilha, Burke e seus associados realizavam furtos de cargas e alguns pequenos trabalhos para a máfia em Nova Iorque, até que em 1978 ele foi um dos cabeças do Roubo da Lufthansa, que na época foi o maior roubo da história americana. O que deveria ser um momento de comemoração para Jimmy após este feito acabou se tornando um período sangrento, onde ele foi tomado por medo e paranoia após a enorme atração da mídia pela história do roubo, além da pressão das autoridades policiais. Jimmy Burke iniciou então uma série de assassinatos daqueles envolvidos no roubo da Lufthansa enquanto, junto com Thomas DeSimone, continuou a realizar trabalhos para a Máfia (incluindo mais assassinatos). Jimmy também se envolveu com tráfico de drogas.
Em 1982, após anos de tentativas, as autoridades de Nova Iorque finalmente conseguiram uma condenação grande para Jimmy. Com o testemunho de Henry Hill, Burke foi condenado a 20 anos numa prisão federal por seu envolvimento num escândalo de apostas envolvendo o time de basquete da Boston College. Hill então daria outros testemunhos que resultaram na prisão de vários integrantes da gangue de Jimmy e também de associados e chefes dele, como Paul Vario. Como Jimmy era metódico na execução de seus esquemas criminosos, a promotoria teve dificuldades e até falhou em ligar o gângster a vários crimes cometidos em nome da máfia. Contudo, em 1985, Jimmy Burke recebeu uma sentença de prisão perpétua pelo assassinato de Richard Eaton, um artista e mafioso.
Burke inspirou o personagem "Jimmy 'The Gent' Conway", um dos personagens principais do filme Goodfellas, de 1990, onde foi interpretado pelo ator Robert de Niro.
Jimmy morreu de câncer de pulmão na cidade de Buffalo, em 1996, enquanto cumpria a primeira sentença de 20 anos por assassinato numa prisão estadual de Nova Iorque. Ele poderia tentar pedir por condicional em 2004.